# エドゥアール・ドゥバ＝ポンサン
エドゥアール・ドゥバ＝ポンサン（Edouard Bernard Debat-Ponsan 1847年4月25日 - 1913年1月29日）はフランスの画家である。歴史画、オリエンタリズムの絵画、農村の風景などを描いた。

## 略歴
トゥールーズに生まれた。トゥールーズの国立高等美術学校で学んだ後、パリ国立高等美術学校（エコール・デ・ボザール）でアレクサンドル・カバネルに学んだ。1877年に奨学金を得て、イタリアを旅した。1882年から1883年の間は美術学校の仲間で、義理の兄弟となったジュール・アルセーヌ・ガルニエ（Jules-Arsène Garnier:1847-1889）とアンリ＝ウジェーヌ・ドラクロワ（Henri-Eugène Delacroix、大画家のウジェーヌ・ドラクロワの血縁ではない。）とトルコを旅し、オリエンタリズムの絵画も描いた。
政治的には共和主義者でドレフュス事件ではアルフレド・ドレフュスの擁護者として活動した。
息子はローマ賞を受賞した建築家のジャック・ドゥバ＝ポンサン（Jacques Debat-Ponsan:1882-1942）である。娘が小児科学の創始者、ロベール・ドブレ(Robert Debré)と結婚し、第五共和政の最初の首相ミシェル・ドブレ(1912–1996)は孫にあたる。

## 作品

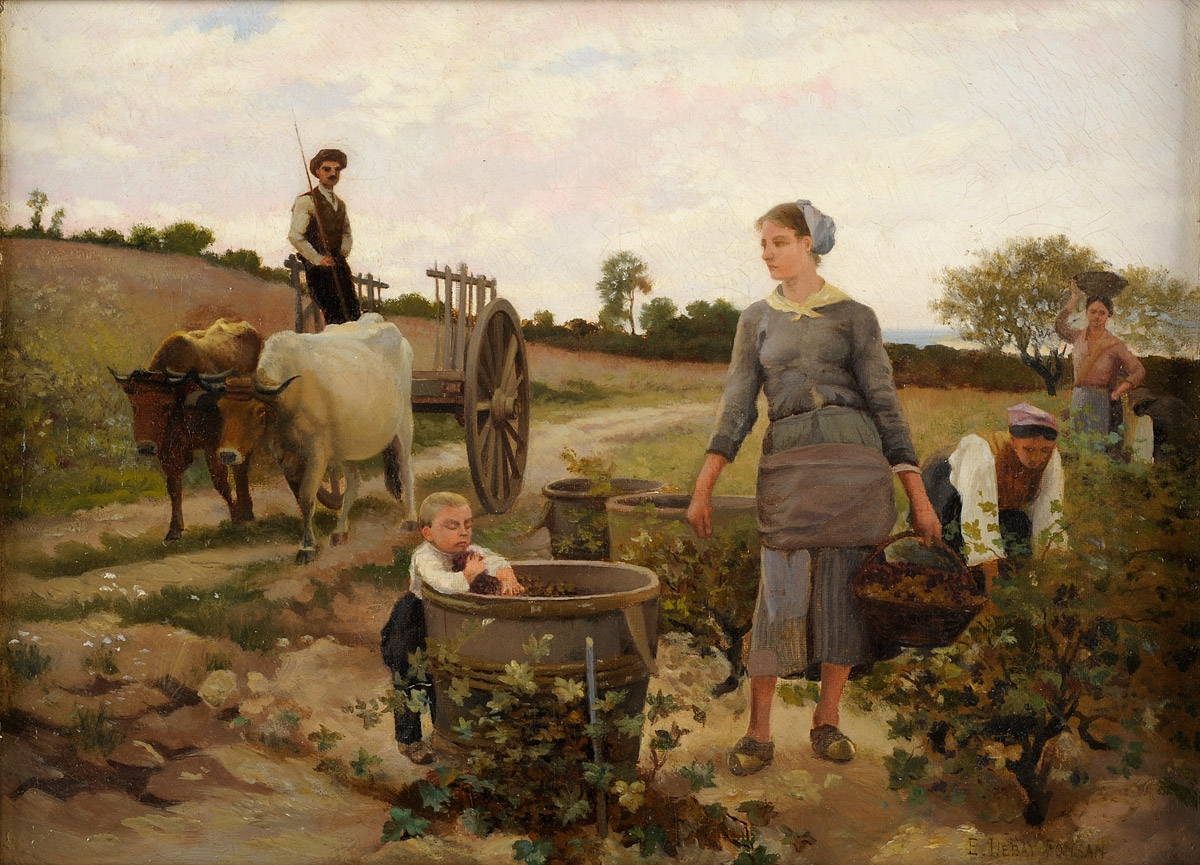
ワインの収穫
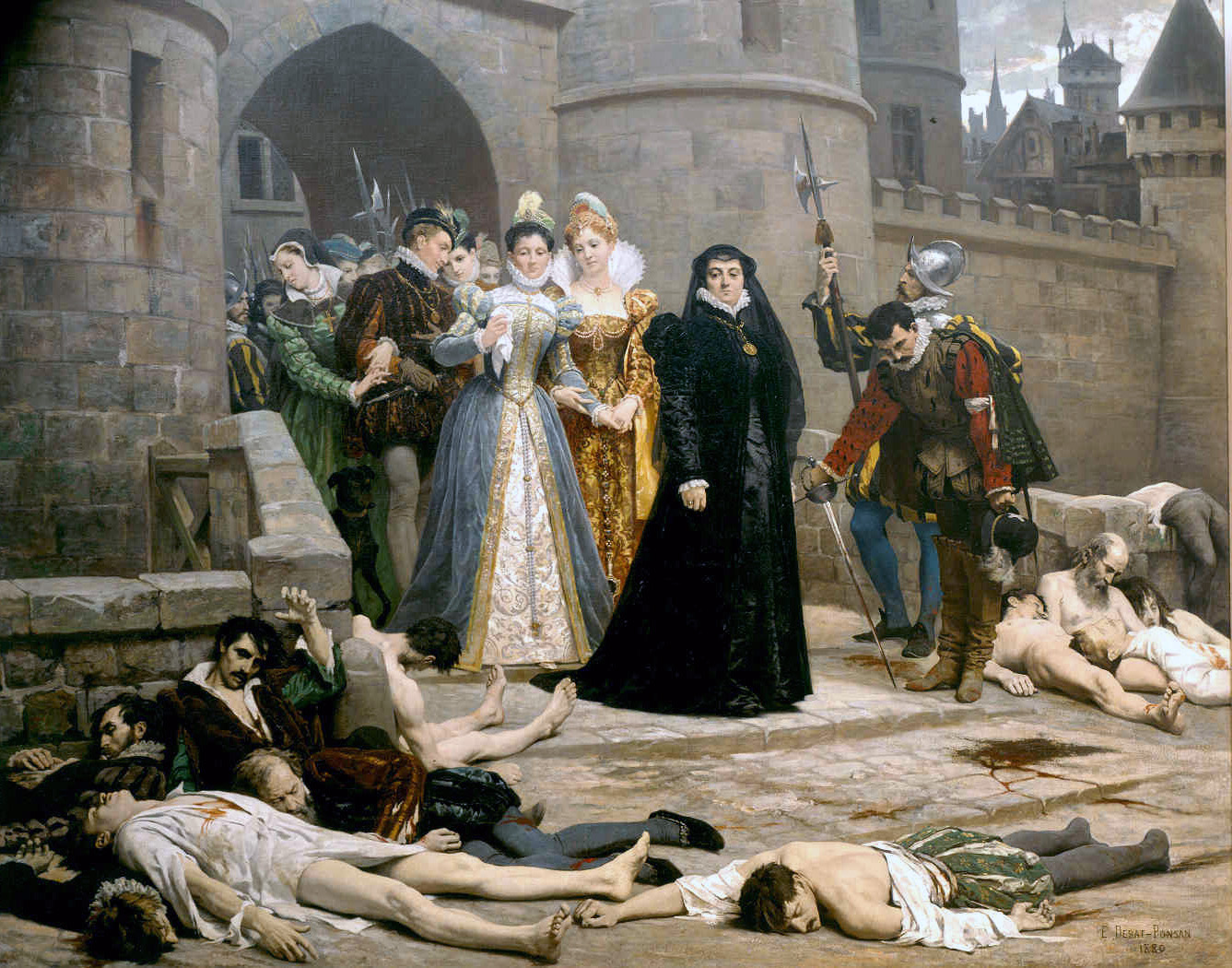
サン・バルテルミの虐殺におけるカトリーヌ・ド・メディシス
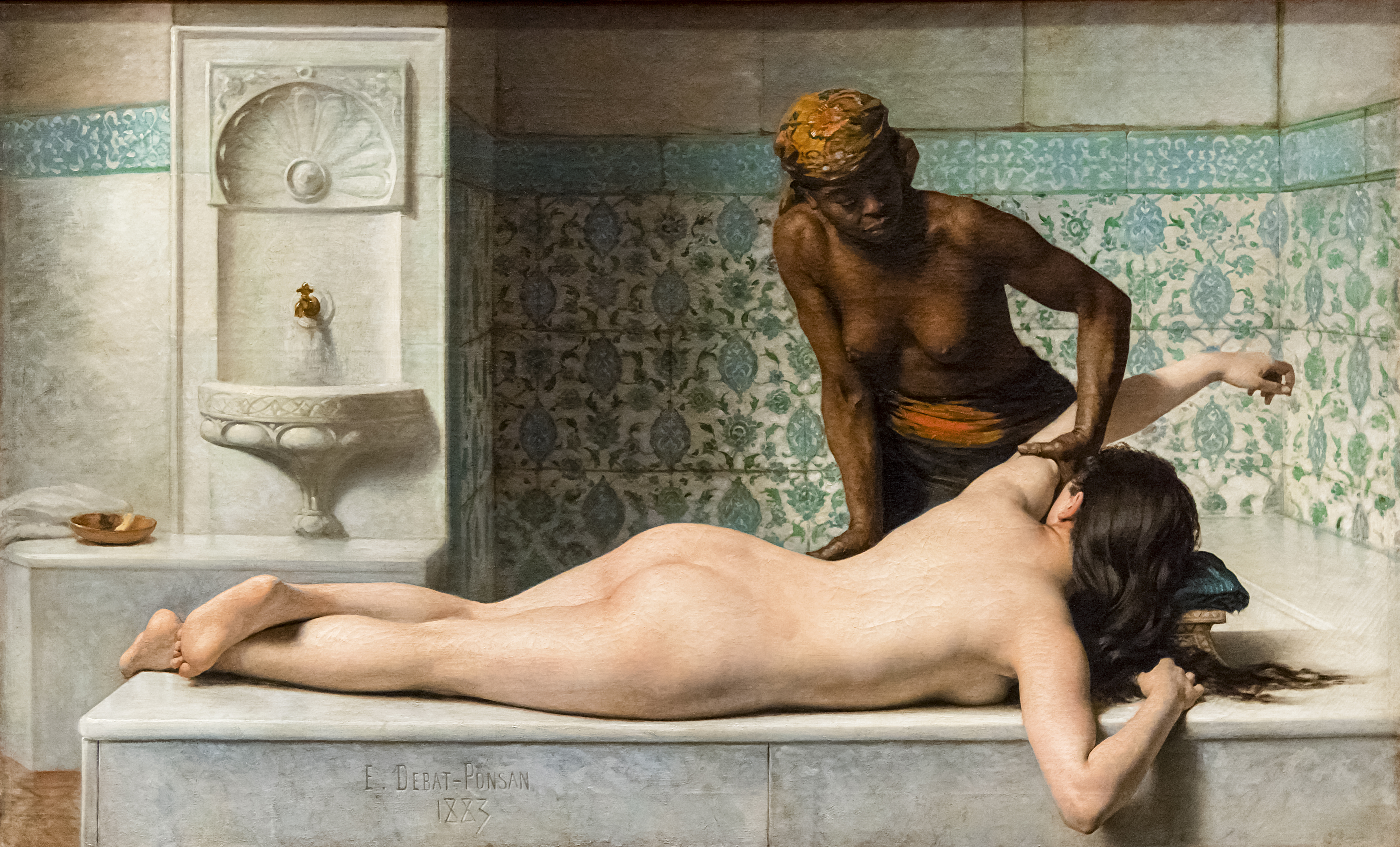
ハンマームのマッサージ
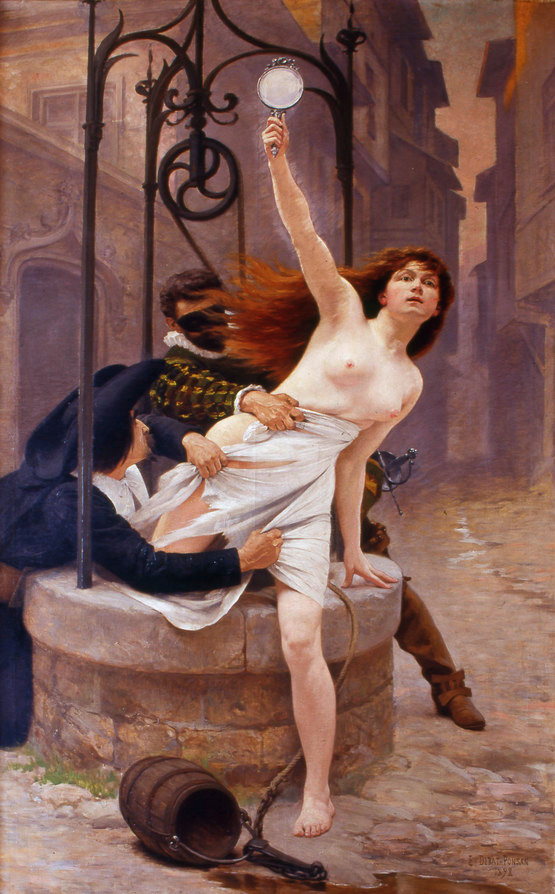
"Nec mergitur"または井戸からの真実
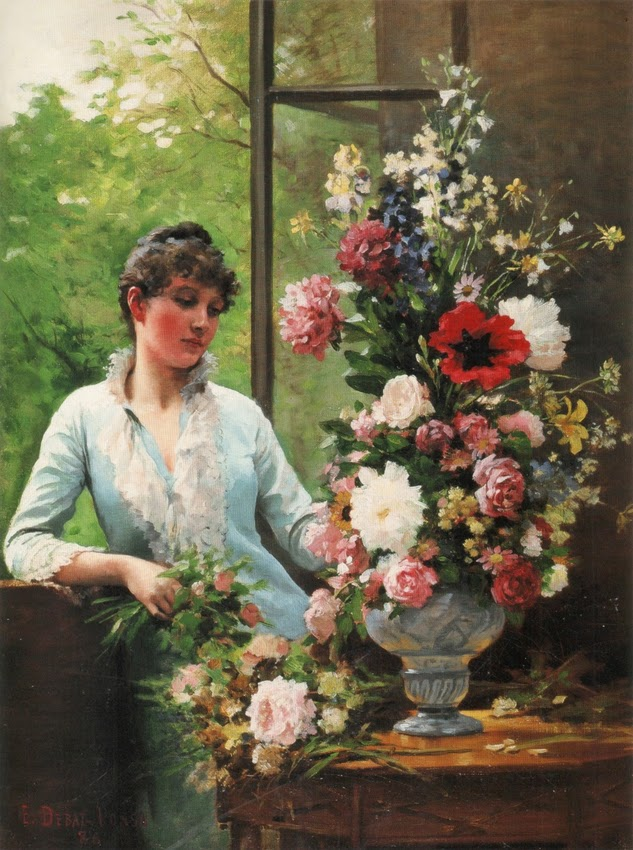
花を飾る女性
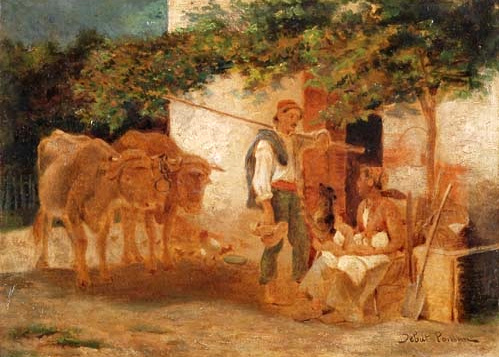
真昼の農村
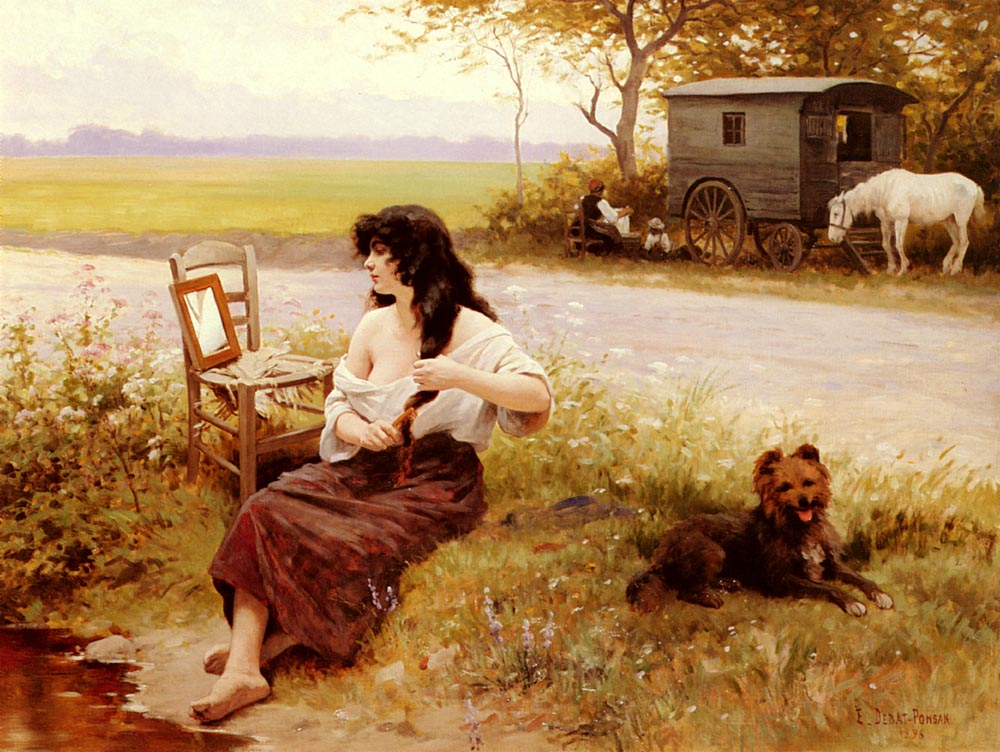
ジプシー